# Elitsa Todorova
 (août 2022).
Motif : Traduction approximative : imprécisions, erreurs
Pour les articles homonymes, voir Todorova.
Elitsa Todorova, (Елица Тодорова en bulgare), née le 2 septembre 1977 à Varna en république populaire de Bulgarie, est une chanteuse et percussionniste bulgare.

## Biographie
Elle est née à Varna, en Bulgarie. Enfant, elle partit vivre 7 ans avec ses parents en Afrique. Sa mère, Pavlinka Todorova est pédagogue et conférencière à l'école de musique de Varna avec plus de 100 jeunes étudiants. Elle est également lauréate des prix les plus prestigieux. Son père Todor Todorov est un chef.  
Elitsa est diplômée de l'école de musique Dobri Khristov de Varna, établissement où elle apprit à jouer des instruments. Ensuite, elle étudia à l'école musicale Phillip Kutev, Kotel , avec la spécialité chant folklorique.   Après ses études, elle rencontra Stoyan Yankoulov, diplômé de l'Académie nationale de musique "Pancho Vladigerov" de Sofia, il spécialisée dans les instruments à percussion. Soliste de "Ensemble Varna" et chœur des "Voix Cosmiques de Bulgarie".  C'est en 2003 qu'avec son partenaire Stoyan Yankulov, considéré comme l'un des percussionnistes bulgares les plus innovateurs que le projet Drumboy commença. 
Le 25 février 2007, avec la chanson Voda (eau) , présentée sous le nom de "Water", Elitsa Todorova et Stoyan Yankoulov sont sélectionnés par la Télévision Nationale Bulgare pour défendre les couleurs de leurs pays au Concours Eurovision de la chanson 2007, qui a lieu à Helsinki les 10 et 12 mai. Ils finirent 5ème avec 157 points, un record pour la Bulgarie à l'époque. 
Le 10 février 2013, elle est choisie à nouveau en duo avec Stoyan Yankoulov pour représenter la Bulgarie au Concours Eurovision de la chanson 2013 à Malmö, en Suède.

## Discographie

### Albums
- "Drumboy" (2007)

### Singles
- Water
- Cosmos
- Earth

À noter que toutes ces chansons sont chantées en Bulgares, cependant, elles ont toutes leur titre traduit en anglais.